# Кузнецов, Матвей Сидорович
Матве́й Си́дорович Кузнецо́в (2 [14] августа 1846, Дулёво, Московская губерния, Российская империя — 8 [21] февраля 1911, Москва, Российская империя) — российский промышленник и предприниматель конца XIX — начала XX веков, владелец «Товарищества производства фарфоровых и фаянсовых изделий М. С. Кузнецова», коммерции советник.

## Биография и производственная деятельность

### Предыстория

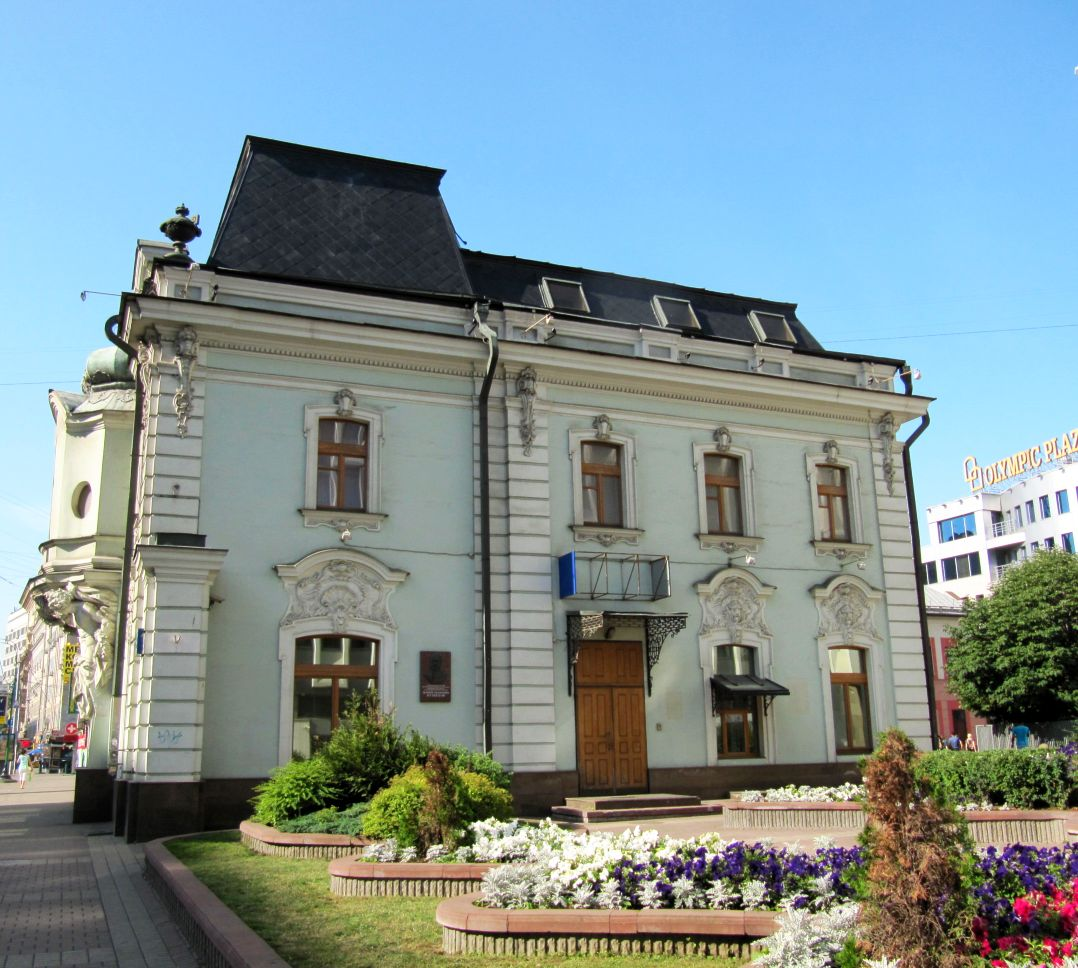
В этом московском доме Матвей Сидорович с семьёй жил в 1874—1911 годах (ныне проспект Мира, № 41)

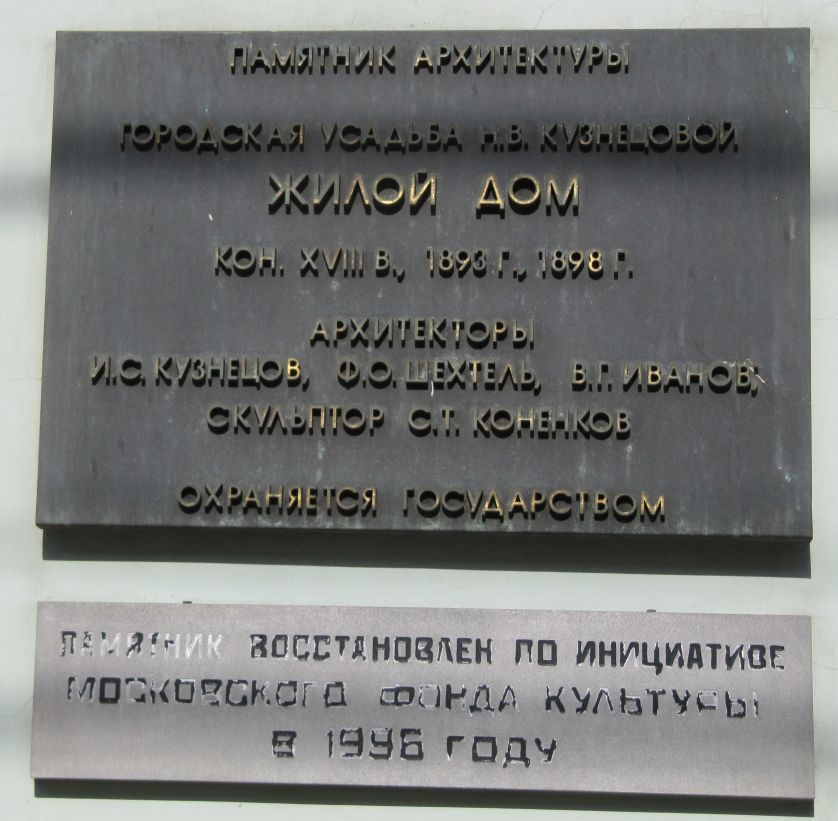
Мемориальная доска на здании городской усадьбы Кузнецовых. проспект Мира, № 41

Родиной семьи Кузнецовых была Гжель, где развитие керамического дела с XVIII в. становится определяющим. Основателем крупнейшей в России фарфоровой династии был Яков Васильевич Кузнецов (1761—1816/1823), старообрядец, выходец из государственных крестьян Гжельской волости, занимавшийся гончарным делом и торговавший лесом. Он и открыл первый кузнецовский заводик по производству керамики. Предприятие расширялось, Яков Васильевич привлёк к делу своих сыновей: Терентия (1781—1848) и Анисима (1786 — после 1850). К 1812 г. завод работал на полную мощность. В 1832 г. во Владимирской губернии в пустоши Дулево был пущен второй завод. В 1840—1850 гг. Терентий Яковлевич выкупил завод, ранее принадлежавший А. Т. Сафронову, в деревне Коротково. Примерно тогда же Кузнецовы построили в Лифляндии вблизи Риги новый завод. В 1853 г. произошел раздел имущества между наследниками Терентия Яковлевича и Анисима Яковлевича: сыновья Терентия Яковлевича, Сидор и Емельян взяли заводы в Дулёво и Риге. Бизнес у сыновей Анисима, Николая и Адриана, развивался не так успешно, как у предприимчивого Сидора Кузнецова (1806—1864), сумевшего развить дело своих отца и деда.

### Ранние годы
В семье талантливого предпринимателя Сидора Терентьевича Кузнецова в 1846 году и родился сын Матвей — будущий «фарфорофаянсовый король» России. Своего единственного сына Сидор Терентьевич основательно готовил к продолжению фамильного дела. Мальчика отправили учиться в коммерческое училище в Ригу в 1861 году. Одновременно Матвей Сидорович проходил производственную практику на Рижском заводе, набирался опыта, учился искусству управления.

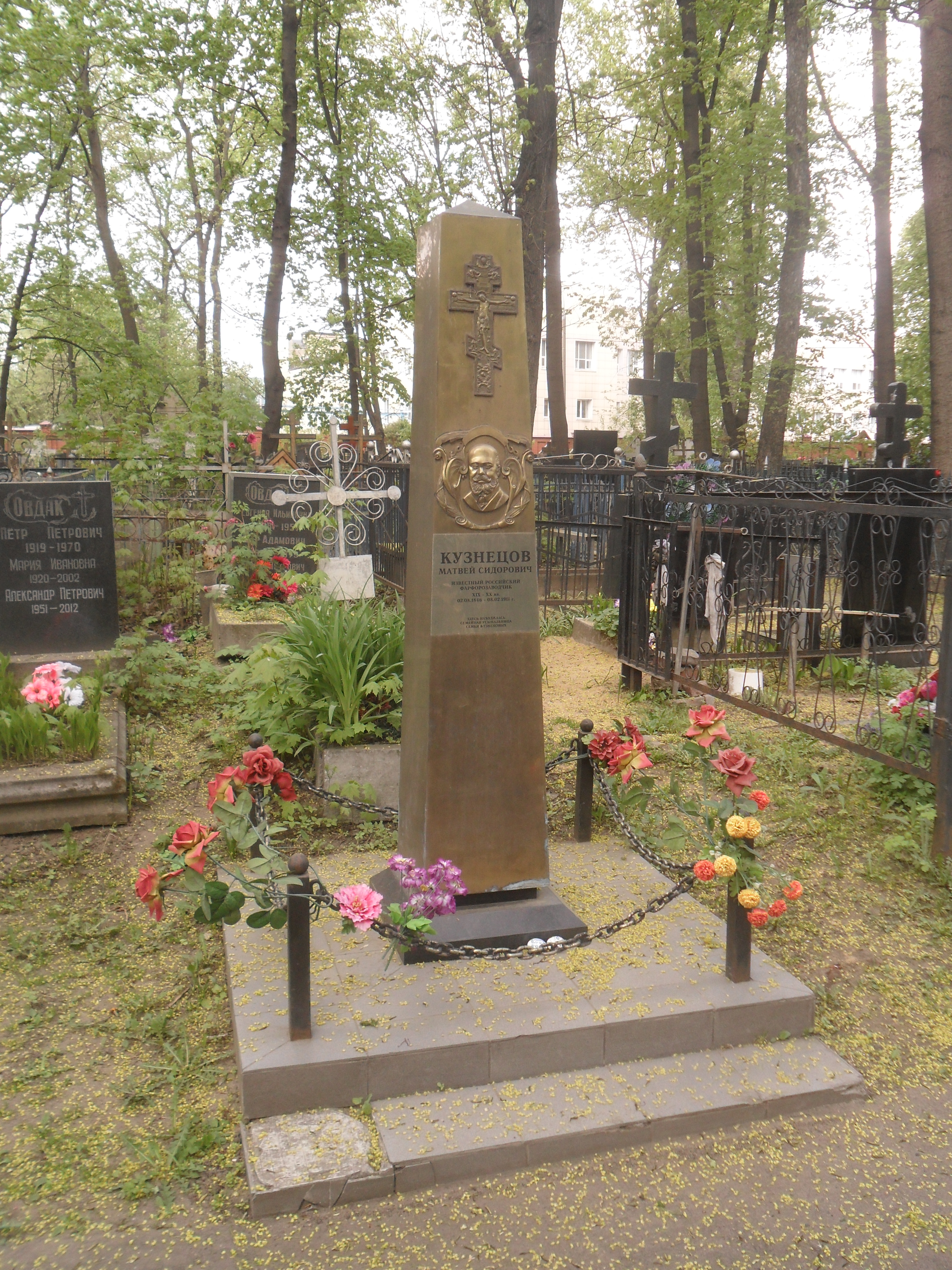
Могила М. С. Кузнецова на Рогожском кладбище Москвы (семейная усыпальница утрачена)

После смерти отца в 1864 году он вступил в управление делами, но под попечительством трёх зятьев (мужей его двух старших и одной младшей сестер) — М. В. Анисимова, А. Я. Щепетильникова и С. В. Балашова — до своего совершеннолетия, которого он достиг в 1867 году.

### Создание фарфоровой империи
В 1882 году Кузнецов принял участие во Всероссийской художественно-промышленной выставке в Москве. Будучи представленным Александру III, он поднёс императрице Марии Федоровне понравившийся ей фарфоровый чайный сервиз. Вскоре, в 1883 году, последовало награждение его орденом Св. Станислава 3-й степени. Строительство на рижской фабрике часовни, названной в память 25-летия царствования императора Александра II принесло ему в декабре 1887 года орден Св. Анны 3-й степени.
С 1902 года М. С. Кузнецов — «Поставщик Двора Его Императорского Величества».
Товарищество М. С. Кузнецова владело торговым домом в Москве на Мясницкой улице, 8, построенным в 1898—1903 годах по проекту архитектора Ф. О. Шехтеля. На заводах Кузнецова трудились 1300 постоянных и 4000 временных рабочих. Склады «Товарищества» находились в десяти крупнейших городах России. Продукция «фарфоровой империи Кузнецовых» отличалась высоким качеством и была отмечена Большими золотыми медалями на выставках в Париже (1900) и Ташкенте (1890), дипломами Гран-при на выставках в Париже (1900)[уточнить] и Реймсе (1903), медалями разных достоинств в последующие годы. Фарфоровые и фаянсовые изделия фирмы пользовались большим спросом в Турции, Персии, Болгарии, Японии, Америке, Австрии, Индии и других странах.
В старообрядческих Гуслицах, в приходах других церквей российских городов особым спросом пользовались фаянсово-эмалевые иконостасы, главки, кресты, подсвечники, киоты, рамки к иконам, изготовленные на заводах Кузнецовых.
За качеством работ Кузнецовы пристально следили. Особенно внимательно относились к качеству сырья, на которое (при постоянной экономии) не жалели денег. Прежде чем закупить очередную партию материала, всегда ожидали результата проб. Николай Матвеевич Кузнецов рекомендовал в 1904 году заменить глину марки «57» на «А»: «Последняя, хоть и дороже на 7 копеек (за пуд), но белее». Кузнецовский товар был ориентирован на потребителей самого разного достатка с учётом их вкусов и пристрастий. За качество продукции был достаточно строгим спрос с рабочих и, как правило, выливался в форму денежного наказания (штрафа).
В сфере управления Матвей Сидорович Кузнецов использовал примечательный метод: подструктурные директора на Кузнецовских заводах менялись каждые два года по старшинству вступления в должность. Кузнецовы стремились к объединению всех «керамистов» России, стали организаторами в 1906 году съезда фарфоровых и фаянсовых фабрикантов. Всем своим конкурентам — П. и Ф. Барминым, А. Я. Храпунову, родственнику И. Е. Кузнецову, М. М. Куринову, М. В. Дунашову, Н. В. Жадину, Е. М. Попихину — Товарищество М. С. Кузнецова рассылает приглашения. На самом съезде «керамисты» принимают определённые отраслевые решения, в том числе и по созданию Союза фарфористов и объединению его с Союзом стеклопромышленников. Уже в 1909 году М. С. Кузнецов берет на себя координационную работу по объединению этих Союзов.
Кузнецовы были активными борцами против иностранной конкуренции. Сам Матвей Сидорович Кузнецов, «фарфорофаянсовый король России», в 1883 году ходатайствовал перед министром финансов об «ограждении» отечественной фарфорофаянсовой промышленности повышением таможенных пошлин на ввоз иностранных товаров.
Матвей Сидорович скончался внезапно, от апоплексического удара 8 февраля 1911 г. в Москве. Похоронен на Рогожском кладбище в Москве.

## Новаторство
В своей предпринимательской деятельности Кузнецов особое внимание уделял соединению производства и науки. Так, Кузнецовы были в числе организаторов торговой экспедиции в Монголию.
Первым из российских фабрикантов Матвей Сидорович начал выпускать небьющуюся посуду в 1910 году, для чего приобрёл автоматы французской фирмы «Фор» для формовки кофейных и чайных чашек с толстыми стенками. Автоматы установили в Дулёво, потом в Гжели.
Так же быстро перенял Кузнецов другую новинку — переводные картинки вместо рисунка на фарфоре. Он наладил производство собственных переводных картинок и наводнил посудой с ними полмира.

## Благотворительность

### Участие в церковных делах
Все без исключения Кузнецовы были членами старообрядческой общины Рогожского кладбища, а Матвей Сидорович — председателем этой общины. Фабриканты Кузнецовы при приеме на работу предпочтение отдавали старообрядцам. В своих фабричных поселках они построили 7 старообрядческих церквей, 4 молитвенных дома, 6 школ, 7 больниц, богадельню, несколько спортивных плацев, бань и многое другое(в частности, была специальная касса «невест» на кузнецовских предприятиях). Однако старообрядец Кузнецов учитывал и интересы своих православных рабочих. В основном на его деньги и на его земле был построен первый деревянный храм Иоанна Богослова в г. Ликино-Дулево Московской обл. (в те времена местечко Дулево Владимирской губ.). Позже опять же на его деньги был выстроен каменный храм.

### Социальная помощь
Матвей Сидорович Кузнецов был членом обществ:
- попечения о раненых и больных воинах (с 1880 г.),
- Московского Совета детских приютов Ведомства учреждений императрицы Марии (с 1881 г.),
- Общества спасения на водах,
- Пятигорского благотворительного общества,
- Общества «Санаторий» Ессентукской группы Кавказских Минеральных вод.

В 1883 г. он получил Высочайшую благодарность через Комитет общества трудолюбия в Москве «за устройство и содержание бесплатных народных столовых для отпуска обедов беднейшим жителям Москвы».

### Образование
М. С. Кузнецов был почётным попечителем Рижской гимназии императора Николая I.
В 1888 году Кузнецов отмечен Министерством народного просвещения «за пожертвования на пользу народного образования».

## Семья и наследие
Женат М. С. Кузнецов был на Надежде Вуколовне (урожд. Митюшина) (1846—1903). В семье было восемь сыновей и две дочери:
- Клавдия (1867—1936)
- Николай (1868— 19 октября 1938) после смерти отца возглавил Товарищество, в 1920 году принял решение переехать в Ригу. Главный директор латвийского акционерного общества «М. С. Кузнецов». Его сын Николай Николаевич (родился 13 июля 1893 года в Москве) в 1920 году был осужден ВЧК на 15 лет лишения свободы, однако после освобождения приехал в Ригу. После смерти отца он заменил его в правлении товарищества[10].
- Сергей (1869—1945). Учредитель латвийского акционерного общества «М. С. Кузнецов», заведующий цехом Рижской фарфоро-фаянсовой фабрики в 1922—1940 годах.
- Александр (1870— 11 августа 1937), окончил с отличием Московскую практическую академию коммерческих наук, стал членом Московского отделения Императорского русского технического общества, членом Московского автомобильного общества, пожизненным членом Общества любителей коммерческих знаний.[8] После Великой октябрьской социалистической революции переехал в Ригу и заведовал гончарным заводом. Его дочь Елена (Люся), во втором браке Долгова, до конца своих дней осталась в Риге и работала в живописном цехе (умерла в 1979 году). Её родной брат Ника (Николай Александрович) был арестован в России как «латвийский шпион» вместе с дядей Георгием Матвеевичем за переписку с родственниками. К Николаю Александровичу в ссылку в Тобольск приехала супруга Софья (1895—1971) с пятилетней дочкой Натой от первого брака[11]. В 1925 году они получили разрешение вернуться в Москву, а оттуда выехать в Ригу, где обосновались остальные члены семьи Кузнецовых. По приезде из России Николай Александрович заведовал отделением большого рижского фирменного магазина. В 1941 году был выслан в лагерь в Соликамск, а его жена Софья Александровна с детьми Мариной (1924—2005) и Кириллом (1929) в с. Нарым Томской области. В июле 1943 года Николаю Александровичу разрешили приехать к семье, однако его здоровье было подорвано лагерем, и 1 декабря 1943 года он скончался от паралича сердца и резкого истощения. Падчерица Н. А. Кузнецова, дочь его жены Софьи Александровны от первого брака Наталья вышла замуж за бухгалтера фабрики Афанасия Тримайлова и осталась в Риге, единственная из всей семьи[11]. Софье Александровне с дочерью Мариной и внуком Вадимом (1956) разрешили вернуться в Ригу только в начале 1960-х годов. Её сын Кирилл остался в Москве.
- Константин (1873—1874), умер в младенчестве.
- Георгий (1875—1941) с племянником Николаем Александровичем арестовывался в России и высылался в Сибирь, в 1925 году также получил разрешение выехать в Латвию, став коммерческим директором латвийского акционерного общества «М. С. Кузнецов». В 1941 году вместе с племянником Николаем Александровичем и дядей Николаем были высланы из Латвии и попали в лагерь Соликамска. Жена Г. М. Кузнецова Мария Ивановна 13 лет прожила на спецпоселении в Томской области и умерла в ссылке в 1954 году, детей у неё не было.
- Иван (1874—1898)
- Павел (1877—1902)
- Михаил (1880—1938) — директор фабрики шамотных изделий Рижской фарфоро-фаянсовой фабрики. Был женат на Вере Николаевне (урожденная Адзеропуло), проявившей себя как общественный деятель, благотворительница, основательница общества «Детский дом трудолюбия» (скончалась 16 июля 1938 года)[12].
- Анна (1882—1964)

Воспитывались дети в традиционных православных канонах. Как свойственно купеческому сословию, все дети стали продолжателями семейного дела. Матвей Сидорович научил детей не только делу, предпринимательской смекалке, но и научил их жить в традициях и заповедях предков. Дети и внуки Матвея Сидоровича достойно управляли фирмой вплоть до 1918 года. Кузнецовы были вынуждены уехать в Ригу, так как их дальнейшее пребывание в Москве было небезопасным. В Латвии Товарищество Кузнецова 11 августа 1922 года преобразовали в акционерное общество «М. С. Кузнецов».
Среди членов семьи, выкупивших в апреле 1940 года земельный участок на ул. Латгалес, 261/263 в Риге, указаны сыновья М. С. Кузнецова Сергей и Георгий, внуки Николай, Матвей, Георг, Николай (1900 года рождения), Елена Александровна Долгова, Мария Туркова (в девичестве Соколова), Елизавета Кузнецова (родилась в марте 1925 года)[7].
После установления в Латвии Советской власти в 1940 году предприятие Кузнецовых национализировали и там. В конце 1940 года директором фабрики назначили Г. Г. Круглова, бывшего кузнецовского химика. Предприятие стало подчиняться тресту силикатного промышленного Наркомата местной промышленности Латвийской ССР.
В Великую Отечественную войну во время немецкой оккупации оставшиеся в Риге Кузнецовы уехали из Прибалтики на Запад.
Единственная оставшаяся в живых правнучка Матвея Кузнецова, Татьяна Матвеевна, жила в Риге. Её родители были кузенами: отец Матвей владел всеми секретами рецептов фарфора и глазурей и работал на фабрике в Риге главным химиком, однако с женой Еленой Александровной (Люсей) он развёлся, та вышла замуж за работника фабрики Петра Долгова. Матвей Кузнецов и Пётр Долгов были арестованы 23 июня 1941 года, получили обвинение в диверсии, а 27 июня расстреляны во дворе Рижской Центральной тюрьмы. Елене Долговой с дочкой Татьяной удалось избежать репрессий. После войны они работали на фабрике рисовальщицами. Елена умерла в 1979 году.